# Románia az 1996. évi nyári olimpiai játékokon
Románia az egyesült államokbeli Atlantában megrendezett 1996. évi nyári olimpiai játékok egyik részt vevő nemzete volt. Az országot az olimpián 18 sportágban 165 sportoló képviselte, akik összesen 20 érmet szereztek.

## Érmesek
| Érem  | Versenyző | Sportág    | Versenyszám                  |
| ----- | --- | ---------- | ---------------------------- |
| Arany | Anca Tănase Veronica Cogeanu-Cochelea Liliana Gafencu Doina Spîrcu Ioana Olteanu Elisabeta Oleniuc-Lipă Marioara Popescu-Ciobanu Doina Ignat Elena Georgescu | Evezés     | Női nyolcas                  |
| Arany | Constanța Burcică-Pipotă Camelia Macoviciuc-Mihalcea | Evezés     | Női könnyűsúlyú kétpárevezős |
| Arany | Simona Amânar | Torna      | Női ugrás                    |
| Arany | Laura Cârlescu-Badea | Vívás      | Női tőr, egyéni              |
| Ezüst | Szabó Gabriella | Atlétika   | Női 1500 m                   |
| Ezüst | Antonel Borşan Marcel Glăvan | Kajak-kenu | Férfi kenu kettes 1000 m     |
| Ezüst | Dan Burincă | Torna      | Férfi gyűrű                  |
| Ezüst | Marius Urzică | Torna      | Férfi lólengés               |
| Ezüst | Gina Gogean | Torna      | Női egyéni összetett         |
| Ezüst | Simona Amânar | Torna      | Női talaj                    |
| Ezüst | Laura Cârlescu-Badea Szabó-Lázár Réka Roxana Scarlat | Vívás      | Női tőr, csapat              |
| Bronz | Gheorghe Andriev Grigore Obreja | Kajak-kenu | Férfi kenu kettes 500 m      |
| Bronz | Leonard Doroftei | Ökölvívás  | Könnyűsúly                   |
| Bronz | Marian Simion | Ökölvívás  | Váltósúly                    |
| Bronz | Nicu Vlad | Súlyemelés | 108 kg                       |
| Bronz | Simona Amânar | Torna      | Női egyéni összetett         |
| Bronz | Lavinia Miloșovici | Torna      | Női egyéni összetett         |
| Bronz | Lavinia Miloșovici Gina Gogean Alexandra Marinescu Simona Amânar Mirela Tugurlan Ionela Loaieş                                                               | Torna      | Női csapat összetett         |
| Bronz | Gina Gogean | Torna      | Női ugrás                    |
| Bronz | Gina Gogean | Torna      | Női gerenda                  |

## Asztalitenisz
Férfi
| Versenyző     | Versenyszám | Csoportkör                                                                                         | Csoportkör | Nyolcaddöntő      | Negyeddöntő       | Elődöntő          | Döntő             | Helyezés |
| Versenyző     | Versenyszám | Ellenfél Eredmény                                                                                  | Hely.      | Ellenfél Eredmény | Ellenfél Eredmény | Ellenfél Eredmény | Ellenfél Eredmény | Helyezés |
| ------------- | ----------- | -------------------------------------------------------------------------------------------------- | ---------- | ----------------- | ----------------- | ----------------- | ----------------- | -------- |
| Vasile Florea | Egyes       | C csoport · Peter Franz (GER) · 2:0 · Jean-Michel Saive (BEL) · 0:2 · Duhajl el-Habasi (KUW) · 2:0 | 2.         | kiesett           | kiesett           | kiesett           | kiesett           | 17.      |

Női
| Versenyző                            | Versenyszám | Csoportkör | Csoportkör | Nyolcaddöntő                        | Negyeddöntő       | Elődöntő          | Döntő             | Helyezés |
| Versenyző                            | Versenyszám | Ellenfél Eredmény | Hely.      | Ellenfél Eredmény                   | Ellenfél Eredmény | Ellenfél Eredmény | Ellenfél Eredmény | Helyezés |
| ------------------------------------ | ----------- | --- | ---------- | ----------------------------------- | ----------------- | ----------------- | ----------------- | -------- |
| Otilia Bădescu                       | Egyes       | N csoport · Ambika Radhika (IND) · 2:0 · Bettine Vriesekoop (NED) · 2:0 · Rūta Garkauskaitė (LTU) · 2:1                                                                                    | 1.         | Liu Vej (CHN) · 18–21, 16–21, 13–21 | kiesett           | kiesett           | kiesett           | 9.       |
| Adriana Năstase-Simion-Zamfir        | Egyes       | E csoport · Mirjam Hooman-Kloppenburg (NED) · 2:0 · Fabiola Ramos (VEN) · 2:0 · Hai Po Wa (HKG) · 1:2                                                                                      | 2.         | kiesett                             | kiesett           | kiesett           | kiesett           | 17.      |
| Emilia Elena Ciosu                   | Egyes       | P csoport · Lyanne Kosaka (BRA) · 0:2 · Dai-Yong Tu (SUI) · 1:2 · Bose Kaffo (NGR) · 2:1                                                                                                   | 3.         | kiesett                             | kiesett           | kiesett           | kiesett           | 33.      |
| Emilia Elena Ciosu Georgeta Cojocaru | Páros       | D csoport · Tajvan (TPE) · Bai Hui-Yun · Xu Jing · 1:2 · Dél-Korea (KOR) · Pak Hedzsong (Park Hae-Jeong) · Ju Dzsihje (Yu Ji-Hye) · 0:2 · Uganda (UGA) · Mary Musoke · June Kyakobye · 2:0 | 3.         |                                     | kiesett           | kiesett           | kiesett           | 17.      |

## Atlétika
Férfi
| Versenyző      | Versenyszám     | Előfutam | Előfutam | Előfutam | Negyeddöntő | Negyeddöntő | Negyeddöntő | Elődöntő | Elődöntő | Elődöntő | Döntő   | Döntő    |
| Versenyző      | Versenyszám     | Idő      | Hely.    | Össz.    | Idő         | Hely.       | Össz.       | Idő      | Hely.    | Össz.    | Idő     | Helyezés |
| -------------- | --------------- | -------- | -------- | -------- | ----------- | ----------- | ----------- | -------- | -------- | -------- | ------- | -------- |
| Ovidiu Olteanu | 1500 m          | 3:38,33  | 5.       | 18.      |             |             |             | kiesett  | kiesett  | kiesett  | kiesett | kiesett  |
| Gheorghe Boroi | 110 m gát       | 13,66    | 4.       | 19.*     | 13,56       | 4.          | 16.         | 13,57    | 6.       | 12.      | kiesett | kiesett  |
| Mugur Mateescu | 400 m gát       | 49,97    | 8.       | 36.      |             |             |             | kiesett  | kiesett  | kiesett  | kiesett | kiesett  |
| Florin Ionescu | 3000 m akadály  | 8:31,34  | 3.       | 16.      |             |             |             | 8:28,77  | 6.       | 15.      | kiesett | kiesett  |
| Costică Bălan  | 20 km gyaloglás |          |          |          |             |             |             |          |          |          | 1:29:36 | 45.      |

| Versenyző    | Versenyszám   | Selejtező | Selejtező | Döntő    | Döntő    |
| Versenyző    | Versenyszám   | Eredmény  | Helyezés  | Eredmény | Helyezés |
| ------------ | ------------- | --------- | --------- | -------- | -------- |
| Bogdan Ţărus | Távolugrás    | 796 cm    | 15.       | kiesett  | kiesett  |
| Bogdan Tudor | Távolugrás    | 788 cm    | 19.*      | kiesett  | kiesett  |
| Costel Grasu | Diszkoszvetés | 58,56 m   | 26.       | kiesett  | kiesett  |

Női
| Versenyző               | Versenyszám     | Előfutam      | Előfutam      | Előfutam      | Negyeddöntő | Negyeddöntő | Negyeddöntő | Elődöntő | Elődöntő | Elődöntő | Döntő         | Döntő         |
| Versenyző               | Versenyszám     | Idő           | Hely.         | Össz.         | Idő         | Hely.       | Össz.       | Idő      | Hely.    | Össz.    | Idő           | Helyezés      |
| ----------------------- | --------------- | ------------- | ------------- | ------------- | ----------- | ----------- | ----------- | -------- | -------- | -------- | ------------- | ------------- |
| Cătălina Gheorghiu      | 1500 m          | 4:13,82       | 4.            | 20.           |             |             |             | kizárták | kizárták | kizárták | kiesett       | kiesett       |
| Szabó Gabriella         | 1500 m          | 4:07,32       | 1.            | 1.            |             |             |             | 4:09,83  | 2.       | 10.      | 4:01,54       |               |
| Szabó Gabriella         | 5000 m          | 15:42,35      | 7.            | 23.           |             |             |             |          |          |          | kiesett       | kiesett       |
| Elena Fidatov           | 5000 m          | 15:17,89      | 2.            | 3.            |             |             |             |          |          |          | 15:16,71      | 7.            |
| Stela Olteanu           | 5000 m          | 15:58,28      | 12.           | 34.           |             |             |             |          |          |          | kiesett       | kiesett       |
| Iulia Negură            | 10 000 m        | 31:40,16      | 5.            | 24.           |             |             |             |          |          |          | 31:26,46      | 8.            |
| Lidia Şimon             | Maraton         |               |               |               |             |             |             |          |          |          | 2:31:04       | 6.            |
| Anuţa Cătună            | Maraton         |               |               |               |             |             |             |          |          |          | 2:42:01       | 44.           |
| Cristina Pomacu         | Maraton         |               |               |               |             |             |             |          |          |          | nem ért célba | nem ért célba |
| Elisabeta Anghel        | 100 m gát       | nem ért célba | nem ért célba | nem ért célba | kiesett     | kiesett     | kiesett     | kiesett  | kiesett  | kiesett  | kiesett       | kiesett       |
| Ionela Târlea-Manolache | 400 m gát       | 55,42         | 4.            | 9.            |             |             |             | 54,41    | 4.       | 6.       | 54,40         | 7.            |
| Norica Cîmpean          | 10 km gyaloglás |               |               |               |             |             |             |          |          |          | 46:19         | 29.           |

| Versenyző                | Versenyszám   | Selejtező             | Selejtező             | Döntő    | Döntő    |
| Versenyző                | Versenyszám   | Eredmény              | Helyezés              | Eredmény | Helyezés |
| ------------------------ | ------------- | --------------------- | --------------------- | -------- | -------- |
| Mihaela Gheorghiu        | Távolugrás    | érvényes ugrás nélkül | érvényes ugrás nélkül | kiesett  | kiesett  |
| Rodica Mateescu          | Hármasugrás   | 14,22 m               | 11.                   | 14,21 m  | 7.       |
| Nicoleta Grădinaru-Grasu | Diszkoszvetés | 63,00 m               | 6.*                   | 63,28 m  | 7.       |
| Cristina Boiţ            | Diszkoszvetés | 58,10 m               | 27.                   | kiesett  | kiesett  |
| Felicia Ţilea-Moldovan   | Gerelyhajítás | 66,94 m               | 1.                    | 59,94 m  | 10.      |

| Versenyző       | Versenyszám | 100 m gát | 100 m gát | Magasugrás | Magasugrás | Súlylökés | Súlylökés | 200 m | 200 m | Távolugrás | Távolugrás | Gerelyhajítás | Gerelyhajítás | 800 m   | 800 m | Végeredmény | Végeredmény |
| Versenyző       | Versenyszám | Idő       | Pont      | Eredmény   | Pont       | Eredmény  | Pont      | Idő   | Pont  | Eredmény   | Pont       | Eredmény      | Pont          | Idő     | Pont  | Pont        | Helyezés    |
| --------------- | ----------- | --------- | --------- | ---------- | ---------- | --------- | --------- | ----- | ----- | ---------- | ---------- | ------------- | ------------- | ------- | ----- | ----------- | ----------- |
| Liliana Năstase | Hétpróba    | 13,37     | 1069      | 165 cm     | 795        | 13,30 m   | 747       | 24,96 | 890   | 609 cm     | 877        | 38,66 m       | 642           | 2:19,73 | 827   | 5847        | 22.         |

* - egy másik versenyzővel azonos eredményt ért el

## Birkózás
Kötöttfogású
| Versenyző        | Versenyszám | 32-es főtábla                                | Nyolcaddöntő                   | Negyeddöntő       | Elődöntő          | Vigaszág 2. kör                        | Vigaszág 3. kör                   | Vigaszág 4. kör   | Vigaszág 5. kör   | Vigaszág 6. kör   | Bronz- mérkőzés   | Döntő             | Helyezés |
| Versenyző        | Versenyszám | Ellenfél Eredmény                            | Ellenfél Eredmény              | Ellenfél Eredmény | Ellenfél Eredmény | Ellenfél Eredmény                      | Ellenfél Eredmény                 | Ellenfél Eredmény | Ellenfél Eredmény | Ellenfél Eredmény | Ellenfél Eredmény | Ellenfél Eredmény | Helyezés |
| ---------------- | ----------- | -------------------------------------------- | ------------------------------ | ----------------- | ----------------- | -------------------------------------- | --------------------------------- | ----------------- | ----------------- | ----------------- | ----------------- | ----------------- | -------- |
| Valentin Rebegea | 52 kg       | Dariusz Jabłoński (POL) · 0–6                |                                |                   |                   | Shamsiddin Khudoyberdiyev (UZB) · 12–0 | Andrij Kalasnikov (UKR) · 1–3     | kiesett           | kiesett           | kiesett           | kiesett           |                   | 12.      |
| Marian Sandu     | 57 kg       | Szarkisz Elngian (GRE) · 3–2                 | Jurij Melnyicsenko (KAZ) · 0–4 |                   |                   |                                        | Luis Sarmiento (CUB) · 0–7        | kiesett           | kiesett           | kiesett           | kiesett           |                   | 15.      |
| Ender Memet      | 68 kg       | Valeri Nikitin (EST) · 3–0                   | Liubal Colás (CUB) · 0–3       |                   |                   |                                        | Yalçın Karapınar (TUR) · 4–9      | kiesett           | kiesett           | kiesett           | kiesett           |                   | 12.      |
| Anton Arghira    | 82 kg       | Pak Mjongszok (Park Myeong-Seok) (KOR) · 3–5 |                                |                   |                   | erőnyerő                               | Aleksandar Jovančević (SCG) · 0–5 | kiesett           | kiesett           | kiesett           | kiesett           |                   | 15.      |
| Gheorghe Amariei | 130 kg      | Serghei Mureico (MDA) · 1–12                 |                                |                   |                   | Yogi Johl (CAN) · 1–3                  | kiesett                           | kiesett           | kiesett           | kiesett           | kiesett           |                   | 16.      |

Szabadfogású
| Versenyző             | Versenyszám | 32-es főtábla                   | Nyolcaddöntő      | Negyeddöntő       | Elődöntő          | Vigaszág 2. kör               | Vigaszág 3. kör               | Vigaszág 4. kör         | Vigaszág 5. kör             | Vigaszág 6. kör   | Bronz- mérkőzés                      | Döntő             | Helyezés |
| Versenyző             | Versenyszám | Ellenfél Eredmény               | Ellenfél Eredmény | Ellenfél Eredmény | Ellenfél Eredmény | Ellenfél Eredmény             | Ellenfél Eredmény             | Ellenfél Eredmény       | Ellenfél Eredmény           | Ellenfél Eredmény | Ellenfél Eredmény                    | Ellenfél Eredmény | Helyezés |
| --------------------- | ----------- | ------------------------------- | ----------------- | ----------------- | ----------------- | ----------------------------- | ----------------------------- | ----------------------- | --------------------------- | ----------------- | ------------------------------------ | ----------------- | -------- |
| Gheorghe Corduneanu   | 48 kg       | Nungar Ckuaszeli (GRE) · 2–3    |                   |                   |                   | Fariborz Besarati (SWE) · 6–3 | Vlatko Szokolov (MKD) · 7–3   | Isaac Jacob (NGR) · 7–6 | Vugar Orudzsov (RUS) · 0–10 |                   | A 7. helyért · Rob Eiter (USA) · 3–1 |                   | 7.       |
| Constantin Corduneanu | 52 kg       | Csecsen-Ool Mongus (RUS) · 4–11 |                   |                   |                   | erőnyerő                      | Lou Rosselli (USA) · 2–4      | kiesett                 | kiesett                     | kiesett           | kiesett                              |                   | 15.      |
| Bogdan Ciufulescu     | 57 kg       | Abe Sonny (JPN) · 0–10          |                   |                   |                   | Michele Liuzzi (ITA) · 1–5    | kiesett                       | kiesett                 | kiesett                     | kiesett           | kiesett                              |                   | 19.      |
| Şerban Mumjiev        | 62 kg       | Vada Takahiro (JPN) · 0–11      |                   |                   |                   | Jan Krzesiak (POL) · 12–1     | Arút Parszekián (CYP) · 2–7   | kiesett                 | kiesett                     | kiesett           | kiesett                              |                   | 12.      |
| Nicolae Ghiţă         | 82 kg       | Jokojama Hidekazu (JPN) · 1–9   |                   |                   |                   | Orlando Rosa (PUR) · 4–3      | Mogamed Ibragimov (AZE) · 3–5 | kiesett                 | kiesett                     | kiesett           | kiesett                              |                   | 13.      |

## Cselgáncs
Férfi
| Versenyző       | Versenyszám  | Selejtező         | 32-es főtábla              | Nyolcaddöntő                 | Negyeddöntő              | Elődöntő                   | Vigaszág első kör           | Vigaszág negyeddöntő         | Vigaszág elődöntő | Bronz- mérkőzés         | Döntő             | Helyezés |
| Versenyző       | Versenyszám  | Ellenfél Eredmény | Ellenfél Eredmény          | Ellenfél Eredmény            | Ellenfél Eredmény        | Ellenfél Eredmény          | Ellenfél Eredmény           | Ellenfél Eredmény            | Ellenfél Eredmény | Ellenfél Eredmény       | Ellenfél Eredmény | Helyezés |
| --------------- | ------------ | ----------------- | -------------------------- | ---------------------------- | ------------------------ | -------------------------- | --------------------------- | ---------------------------- | ----------------- | ----------------------- | ----------------- | -------- |
| Alexandru Ciupe | Váltósúly    | erőnyerő          | Vladimir Shmakov (UZB) · V | kiesett                      | kiesett                  | kiesett                    |                             |                              |                   |                         |                   | 21.      |
| Adrian Croitoru | Középsúly    | erőnyerő          | Josida Hidehiko (JPN) · GY | Ruszlan Masurenko (UKR) · GY | Darcel Yandzi (FRA) · GY | Armen Bagdasarov (UZB) · V |                             |                              |                   | Mark Huizinga (NED) · V |                   | 5.       |
| Radu Ivan       | Félnehézsúly | erőnyerő          | Angel Sánchez (CUB) · V    | kiesett                      | kiesett                  | kiesett                    |                             |                              |                   |                         |                   | 21.      |
| Alexandru Lungu | Nehézsúly    | erőnyerő          | Liu Shenggang (CHN) · V    |                              |                          |                            | Vagyim Szergejev (KGZ) · GY | Szergej Koszorotov (RUS) · V | kiesett           | kiesett                 |                   | 9.       |

Női
| Versenyző      | Versenyszám  | Selejtező         | Nyolcaddöntő                | Negyeddöntő       | Elődöntő          | Vigaszág első kör                  | Vigaszág negyeddöntő    | Vigaszág elődöntő | Bronz- mérkőzés   | Döntő             | Helyezés |
| Versenyző      | Versenyszám  | Ellenfél Eredmény | Ellenfél Eredmény           | Ellenfél Eredmény | Ellenfél Eredmény | Ellenfél Eredmény                  | Ellenfél Eredmény       | Ellenfél Eredmény | Ellenfél Eredmény | Ellenfél Eredmény | Helyezés |
| -------------- | ------------ | ----------------- | --------------------------- | ----------------- | ----------------- | ---------------------------------- | ----------------------- | ----------------- | ----------------- | ----------------- | -------- |
| Simona Richter | Félnehézsúly | erőnyerő          | Tetyana Beljajeva (UKR) · V |                   |                   | Marie Michele St. Louis (MRI) · GY | Ylenia Scapin (ITA) · V | kiesett           | kiesett           |                   | 9.       |

## Evezés
Férfi
| Versenyző | Versenyszám              | Előfutam | Előfutam | Vigaszág | Vigaszág | Elődöntő | Elődöntő | Elődöntő | Döntő | Döntő   | Döntő | Helyezés |
| Versenyző | Versenyszám              | Idő      | Hely.    | Idő      | Hely.    | Típus    | Idő      | Hely.    | Típus | Idő     | Hely. | Helyezés |
| --- | ------------------------ | -------- | -------- | -------- | -------- | -------- | -------- | -------- | ----- | ------- | ----- | -------- |
| Rácz Attila Nicolae Spîrcu | Kormányos nélküli kettes | 6:57,77  | 5.       | 7:07,96  | 4.       |          |          |          | C     | 7:01,94 | 1.    | 13.      |
| Gabriel Marin Dorin Alupei Dimitrie Popescu Vasile Măstăcan                                                                   | Kormányos nélküli négyes | 6:18,03  | 2.       | erőnyerő | erőnyerő | A/B      | 6:11,84  | 2.       | A     | 6:08,97 | 5.    | 5.       |
| Gabriel Marin Andrei Bănică Cornel Nemţoc Dorin Alupei Viorel Talapan Neculai Ţaga Valentin Robu Iulică Ruican Marin Gheorghe | Nyolcas                  | 5:54,34  | 4.       | 5:31,88  | 3.       |          |          |          | B     | 5:37,65 | 1.    | 7.       |

Női
| Versenyző | Versenyszám              | Előfutam | Előfutam | Vigaszág | Vigaszág | Elődöntő | Elődöntő | Elődöntő | Döntő | Döntő   | Döntő | Helyezés |
| Versenyző | Versenyszám              | Idő      | Hely.    | Idő      | Hely.    | Típus    | Idő      | Hely.    | Típus | Idő     | Hely. | Helyezés |
| --- | ------------------------ | -------- | -------- | -------- | -------- | -------- | -------- | -------- | ----- | ------- | ----- | -------- |
| Elisabeta Oleniuc-Lipă | Egypárevezős             | 8:22,92  | 5.       | 8:30,97  | 1.       | A/B      | 8:01,84  | 4.       | B     | 7:28,79 | 3.    | 9.       |
| Liliana Cazac Angela Cazac | Kormányos nélküli kettes | 7:49,94  | 3.       | erőnyerő | erőnyerő | A/B      | 7:44,47  | 4.       | B     | 7:20,60 | 4.    | 10.      |
| Angela Tamaş-Alupei Viorica Susanu Iulia Bobeică Doina Ciucanu-Robu                                                                                          | Négypárevezős            | 6:50,93  | 5.       | 6:26,27  | 3.       |          |          |          | B     | 6:31,35 | 4.    | 10.      |
| Anca Tănase Veronica Cogeanu-Cochelea Liliana Gafencu Doina Spîrcu Ioana Olteanu Elisabeta Oleniuc-Lipă Marioara Popescu-Ciobanu Doina Ignat Elena Georgescu | Nyolcas                  | 6:23,94  | 1.       | erőnyerő | erőnyerő |          |          |          | A     | 6:19,73 | 1.    |          |
| Constanța Burcică-Pipotă Camelia Macoviciuc-Mihalcea | Könnyűsúlyú kétpárevezős | 7:33,61  | 1.       | erőnyerő | erőnyerő | A/B      | 7:11,13  | 2.       | A     | 7:12,78 | 1.    |          |

## Kajak-kenu

### Síkvízi
Férfi
| Versenyző                       | Versenyszám        | Előfutam | Előfutam | Előfutam | Vigaszág | Vigaszág | Vigaszág | Elődöntő | Elődöntő | Elődöntő | Döntő    | Döntő    |
| Versenyző                       | Versenyszám        | Idő      | Hely.    | Össz.    | Idő      | Hely.    | Össz.    | Idő      | Hely.    | Össz.    | Idő      | Helyezés |
| ------------------------------- | ------------------ | -------- | -------- | -------- | -------- | -------- | -------- | -------- | -------- | -------- | -------- | -------- |
| Magyar Géza                     | Kajak egyes 500 m  | 1:42,391 | 1.       | 7.       | erőnyerő | erőnyerő | erőnyerő | 1:40,615 | 2.       | 4.       | 1:38,975 | 4.       |
| Marin Popescu                   | Kajak egyes 1000 m | 3:47,968 | 3.       | 6.       | erőnyerő | erőnyerő | erőnyerő | 3:44,249 | 2.       | 6.       | 3:34,549 | 7.       |
| Daniel Stoian Romică Şerban     | Kajak kettes 500 m | 1:32,926 | 2.       | 9.       | erőnyerő | erőnyerő | erőnyerő | 1:30,611 | 4.       | 6.       | 1:30,053 | 7.       |
| Florin Huidu                    | Kenu egyes 500 m   | 1:58,140 | 5.       | 16.      |          |          |          | 1:56,733 | 5.       | 5.       | kiesett  | kiesett  |
| Victor Partnoi                  | Kenu egyes 1000 m  | 4:25,894 | 4.       | 5.       |          |          |          | 4:14,333 | 2.       | 4.       | 3:59,858 | 6.       |
| Gheorghe Andriev Grigore Obreja | Kenu kettes 500 m  | 1:43,548 | 1.       | 1.       | erőnyerő | erőnyerő | erőnyerő | 1:41,653 | 1.       | 1.       | 1:41,336 |          |
| Antonel Borşan Marcel Glăvan    | Kenu kettes 1000 m | 4:06,481 | 1.       | 5.       |          |          |          |          |          |          | 3:32,294 |          |

Női
| Versenyző                                              | Versenyszám        | Előfutam | Előfutam | Előfutam | Vigaszág | Vigaszág | Vigaszág | Elődöntő | Elődöntő | Elődöntő | Döntő   | Döntő    |
| Versenyző                                              | Versenyszám        | Idő      | Hely.    | Össz.    | Idő      | Hely.    | Össz.    | Idő      | Hely.    | Össz.    | Idő     | Helyezés |
| ------------------------------------------------------ | ------------------ | -------- | -------- | -------- | -------- | -------- | -------- | -------- | -------- | -------- | ------- | -------- |
| Raluca Ioniţă                                          | Kajak egyes 500 m  | 2:00,059 | 6.       | 20.      | 2:11,941 | 6.       | 12.      | kiesett  | kiesett  | kiesett  | kiesett | kiesett  |
| Sanda Toma Viorica Iordache                            | Kajak kettes 500 m | 1:47,200 | 3.       | 11.      | erőnyerő | erőnyerő | erőnyerő | 1:47,061 | 6.       | 11.      | kiesett | kiesett  |
| Sanda Toma Viorica Iordache Raluca Ioniţă Mihaela Bene | Kajak négyes 500 m | 1:41,685 | 4.       | 8.       |          |          |          | 1:40,088 | 3.       | 7.       | kiesett | kiesett  |

## Műugrás
Férfi
| Versenyző         | Versenyszám        | Selejtező | Selejtező | Elődöntő | Elődöntő | Döntő   | Döntő    |
| Versenyző         | Versenyszám        | Pont      | Helyezés  | Pont     | Helyezés | Pont    | Helyezés |
| ----------------- | ------------------ | --------- | --------- | -------- | -------- | ------- | -------- |
| Gabriel Cherecheş | Egyéni toronyugrás | 309,30    | 24.       | kiesett  | kiesett  | kiesett | kiesett  |

Női
| Versenyző          | Versenyszám        | Selejtező | Selejtező | Elődöntő | Elődöntő | Döntő   | Döntő    |
| Versenyző          | Versenyszám        | Pont      | Helyezés  | Pont     | Helyezés | Pont    | Helyezés |
| ------------------ | ------------------ | --------- | --------- | -------- | -------- | ------- | -------- |
| Clara Elena Ciocan | Egyéni toronyugrás | 281,52    | 6.        | 438,93   | 7.       | 413,46  | 10.      |
| Anişoara Oprea     | Egyéni toronyugrás | 233,34    | 22.       | kiesett  | kiesett  | kiesett | kiesett  |

## Ökölvívás
| Versenyző           | Versenyszám   | Selejtező                   | Nyolcaddöntő                  | Negyeddöntő                  | Elődöntő                           | Döntő             | Helyezés |
| Versenyző           | Versenyszám   | Ellenfél Eredmény           | Ellenfél Eredmény             | Ellenfél Eredmény            | Ellenfél Eredmény                  | Ellenfél Eredmény | Helyezés |
| ------------------- | ------------- | --------------------------- | ----------------------------- | ---------------------------- | ---------------------------------- | ----------------- | -------- |
| Sabin Marius Bornei | Papírsúly     | José Pérez (DOM) · 16–10    | Somrot Kamsing (THA) · 7–18   | kiesett                      | kiesett                            | kiesett           | 9.       |
| Crinu Raicu-Olteanu | Harmatsúly    | Samuel Álvarez (MEX) · RSC  | Kalai Riadh (TUN) · 16–3      | Kovács István (HUN) · 2–24   | kiesett                            | kiesett           | 8.       |
| Leonard Doroftei    | Könnyűsúly    | Julio Mboumba (GAB) · RSC   | Szergej Kopenkin (KGZ) · 10–1 | K'oba Gogoladze (GEO) · 17–8 | Hoszin Szoltáni (ALG) · 6–9        | kiesett           |          |
| Marian Simion       | Váltósúly     | Hussein Bayram (FRA) · 13–6 | Fernando Vargas (USA) · 8–7   | Hasan Al (DEN) · 16–8        | Juan Hernández Sierra (CUB) · 7–20 | kiesett           |          |
| Vastag Ferenc       | Nagyváltósúly | Markus Beyer (GER) · 12–17  | kiesett                       | kiesett                      | kiesett                            | kiesett           | 17.      |
| Ovidiu Bali         | Nehézsúly     | erőnyerő                    | Christophe Mendy (FRA) · RSC  | kiesett                      | kiesett                            | kiesett           | 9.       |

RSC - a mérkőzésvezető megállította a mérkőzést

## Öttusa
| Versenyző     | Lövészet | Lövészet | Lövészet | Úszás   | Úszás | Úszás | Vívás    | Vívás | Vívás | Lovaglás | Lovaglás | Lovaglás | Lovaglás | Futás     | Futás | Futás | Összesen    | Összesen |
| Versenyző     | Pontszám | Pont     | Hely.    | Idő     | Pont  | Hely. | Eredmény | Pont  | Hely. | Idő      | Hibapont | Pont     | Hely.    | Idő       | Pont  | Hely. | Összes pont | Helyezés |
| ------------- | -------- | -------- | -------- | ------- | ----- | ----- | -------- | ----- | ----- | -------- | -------- | -------- | -------- | --------- | ----- | ----- | ----------- | -------- |
| Adrian Toader | 183      | 1132     | 4.*      | 3:16,09 | 1304  | 3.    | 12–19    | 700   | 25.** | 1:10,70  | 150      | 950      | 19.      | 12:52,437 | 1249  | 9.    | 5335        | 14.      |

* - egy másik versenyzővel azonos eredményt ért el

** - két másik versenyzővel azonos eredményt ért el

## Sportlövészet
Férfi
| Versenyző          | Versenyszám          | Selejtező | Selejtező | Döntő   | Döntő    |
| Versenyző          | Versenyszám          | Pont      | Helyezés  | Pont    | Helyezés |
| ------------------ | -------------------- | --------- | --------- | ------- | -------- |
| Constantin Tărloiu | Szabadpisztoly       | 552       | 30.**     | kiesett | kiesett  |
| Constantin Tărloiu | Légpisztoly          | 578       | 17.*      | kiesett | kiesett  |
| Sorin Babii        | Légpisztoly          | 575       | 26.**     | kiesett | kiesett  |
| Sorin Babii        | Szabadpisztoly       | 556       | 20.****   | kiesett | kiesett  |
| Iulian Raicea      | Gyorstüzelő pisztoly | 584       | 11.       | kiesett | kiesett  |
| Ioan Toman         | Skeet                | 117       | 32.*****  | kiesett | kiesett  |

* - egy másik versenyzővel azonos eredményt ért el

** - két másik versenyzővel azonos eredményt ért el

**** - négy másik versenyzővel azonos eredményt ért el

***** - öt másik versenyzővel azonos eredményt ért el

## Súlyemelés
| Versenyző        | Versenyszám | Szakítás | Szakítás | Lökés    | Lökés    | Összesen | Helyezés |
| Versenyző        | Versenyszám | Eredmény | Helyezés | Eredmény | Helyezés | Összesen | Helyezés |
| ---------------- | ----------- | -------- | -------- | -------- | -------- | -------- | -------- |
| Traian Cihărean  | 54 kg       | 120,0    | 5.       | 145,0    | 5.*      | 265,0    | 5.       |
| Marius Cihărean  | 64 kg       | 130,0    | 14.*     | 155,0    | 22.*     | 285,0    | 18.      |
| Lucian Maxinianu | 64 kg       | 130,0    | 14.*     | 155,0    | 22.*     | 285,0    | 19.      |
| Ilie Fătu        | 76 kg       | 135,0    | 18.      | 180,0    | 10.*     | 315,0    | 16.      |
| Nicu Vlad        | 108 kg      | 197,5    | 1.       | 222,5    | 3.       | 420,0    |          |

* - másik versenyzővel azonos eredményt ért el

## Tenisz
Férfi
| Versenyző                  | Versenyszám | 64-es főtábla                        | 32-es főtábla                                                   | Nyolcaddöntő      | Negyeddöntő       | Elődöntő          | Bronz- mérkőzés   | Döntő             | Helyezés |
| Versenyző                  | Versenyszám | Ellenfél Eredmény                    | Ellenfél Eredmény                                               | Ellenfél Eredmény | Ellenfél Eredmény | Ellenfél Eredmény | Ellenfél Eredmény | Ellenfél Eredmény | Helyezés |
| -------------------------- | ----------- | ------------------------------------ | --------------------------------------------------------------- | ----------------- | ----------------- | ----------------- | ----------------- | ----------------- | -------- |
| Andrei Pavel               | Egyes       | Sergi Bruguera (ESP) · 6–2, 1–6, 6–8 | kiesett                                                         | kiesett           | kiesett           | kiesett           | kiesett           | kiesett           | 33.      |
| Dinu Pescariu              | Egyes       | Oscar Ortíz (MEX) · 2–6, 2–6         | kiesett                                                         | kiesett           | kiesett           | kiesett           | kiesett           | kiesett           | 33.      |
| Andrei Pavel Dinu Pescariu | Páros       |                                      | Hollandia (NED) · Jacco Eltingh · Paul Haarhuis · 2–6, 7–6, 6–4 | kiesett           | kiesett           | kiesett           | kiesett           | kiesett           | 17.      |

Női
| Versenyző                          | Versenyszám | 64-es főtábla                          | 32-es főtábla                                                         | Nyolcaddöntő      | Negyeddöntő       | Elődöntő          | Bronz- mérkőzés   | Döntő             | Helyezés |
| Versenyző                          | Versenyszám | Ellenfél Eredmény                      | Ellenfél Eredmény                                                     | Ellenfél Eredmény | Ellenfél Eredmény | Ellenfél Eredmény | Ellenfél Eredmény | Ellenfél Eredmény | Helyezés |
| ---------------------------------- | ----------- | -------------------------------------- | --------------------------------------------------------------------- | ----------------- | ----------------- | ----------------- | ----------------- | ----------------- | -------- |
| Ruxandra Dragomir                  | Egyes       | Jana Novotná (CZE) · 4–6, 4–4, feladta | kiesett                                                               | kiesett           | kiesett           | kiesett           | kiesett           | kiesett           | 33.      |
| Cătălina Cristea                   | Egyes       | Anke Huber (GER) · 6–2, 4–6, 2–6       | kiesett                                                               | kiesett           | kiesett           | kiesett           | kiesett           | kiesett           | 33.      |
| Cătălina Cristea Ruxandra Dragomir | Páros       |                                        | Indonézia (INA) · Yayuk Basuki · Romana Tedjakusuma · mérkőzés nélkül | kiesett           | kiesett           | kiesett           | kiesett           | kiesett           | 17.      |

## Torna
Férfi
| Versenyző                                                                                            | Versenyszám      | Selejtező | Selejtező | Döntő    | Döntő    |
| Versenyző                                                                                            | Versenyszám      | Pontszám  | Helyezés  | Pontszám | Helyezés |
| --- | ---------------- | --------- | --------- | -------- | -------- |
| Cristian Leric                                                                                       | Talaj            | 18,800    | 43.       | kiesett  | kiesett  |
| Cristian Leric                                                                                       | Ugrás            | 19,174    | 23.*      | kiesett  | kiesett  |
| Cristian Leric                                                                                       | Korlát           | 18,662    | 44.       | kiesett  | kiesett  |
| Cristian Leric                                                                                       | Nyújtó           | 18,925    | 39.**     | kiesett  | kiesett  |
| Cristian Leric                                                                                       | Gyűrű            | 17,900    | 86.*      | kiesett  | kiesett  |
| Cristian Leric                                                                                       | Lólengés         | 18,725    | 50.**     | kiesett  | kiesett  |
| Cristian Leric                                                                                       | Egyéni összetett | 112,186   | 35.*      | 57,574   | 11.      |
| Adrian Ianculescu                                                                                    | Talaj            | 19,224    | 18.       | kiesett  | kiesett  |
| Adrian Ianculescu                                                                                    | Ugrás            | 19,087    | 35.       | kiesett  | kiesett  |
| Adrian Ianculescu                                                                                    | Korlát           | 18,550    | 53.*      | kiesett  | kiesett  |
| Adrian Ianculescu                                                                                    | Nyújtó           | 18,750    | 50.       | kiesett  | kiesett  |
| Adrian Ianculescu                                                                                    | Gyűrű            | 18,225    | 80.       | kiesett  | kiesett  |
| Adrian Ianculescu                                                                                    | Lólengés         | 19,300    | 11.       | kiesett  | kiesett  |
| Adrian Ianculescu                                                                                    | Egyéni összetett | 113,136   | 26.       | kiesett  | kiesett  |
| Nicu Stroia                                                                                          | Talaj            | 18,875    | 38.*      | kiesett  | kiesett  |
| Nicu Stroia                                                                                          | Ugrás            | 18,712    | 59.       | kiesett  | kiesett  |
| Nicu Stroia                                                                                          | Korlát           | 18,400    | 61.**     | kiesett  | kiesett  |
| Nicu Stroia                                                                                          | Nyújtó           | 19,212    | 16.*      | kiesett  | kiesett  |
| Nicu Stroia                                                                                          | Gyűrű            | 18,750    | 49.**     | kiesett  | kiesett  |
| Nicu Stroia                                                                                          | Lólengés         | 18,925    | 32.       | kiesett  | kiesett  |
| Nicu Stroia                                                                                          | Egyéni összetett | 112,874   | 28.       | kiesett  | kiesett  |
| Nistor Şandro                                                                                        | Talaj            | 18,700    | 50.***    | kiesett  | kiesett  |
| Nistor Şandro                                                                                        | Ugrás            | 18,650    | 72.*      | kiesett  | kiesett  |
| Nistor Şandro                                                                                        | Korlát           | 17,925    | 79.       | kiesett  | kiesett  |
| Nistor Şandro                                                                                        | Nyújtó           | 18,812    | 49.       | kiesett  | kiesett  |
| Nistor Şandro                                                                                        | Gyűrű            | 19,075    | 20.*      | kiesett  | kiesett  |
| Nistor Şandro                                                                                        | Lólengés         | 17,900    | 80.       | kiesett  | kiesett  |
| Nistor Şandro                                                                                        | Egyéni összetett | 111,062   | 42.       | kiesett  | kiesett  |
| Robert Tăciulet                                                                                      | Talaj            | 17,925    | 84.       | kiesett  | kiesett  |
| Robert Tăciulet                                                                                      | Ugrás            | 18,800    | 55.**     | kiesett  | kiesett  |
| Robert Tăciulet                                                                                      | Korlát           | 9,325     | 101.      | kiesett  | kiesett  |
| Robert Tăciulet                                                                                      | Gyűrű            | 18,575    | 60.***    | kiesett  | kiesett  |
| Robert Tăciulet                                                                                      | Lólengés         | 17,950    | 78.*      | kiesett  | kiesett  |
| Robert Tăciulet                                                                                      | Egyéni összetett | 82,575    | 98.       | kiesett  | kiesett  |
| Marius Urzică                                                                                        | Talaj            | 9,275     | 104.*     | kiesett  | kiesett  |
| Marius Urzică                                                                                        | Ugrás            | 9,375     | 102.      | kiesett  | kiesett  |
| Marius Urzică                                                                                        | Korlát           | 19,050    | 17.*      | kiesett  | kiesett  |
| Marius Urzică                                                                                        | Nyújtó           | 18,850    | 46.*      | kiesett  | kiesett  |
| Marius Urzică                                                                                        | Lólengés         | 19,549    | 1.*       | 9,825    |          |
| Marius Urzică                                                                                        | Egyéni összetett | 76,099    | 99.       | kiesett  | kiesett  |
| Dan Burincă                                                                                          | Talaj            | 9,400     | 99.*      | kiesett  | kiesett  |
| Dan Burincă                                                                                          | Ugrás            | 9,200     | 104.*     | kiesett  | kiesett  |
| Dan Burincă                                                                                          | Korlát           | 9,375     | 99.       | kiesett  | kiesett  |
| Dan Burincă                                                                                          | Nyújtó           | 18,525    | 62.*      | kiesett  | kiesett  |
| Dan Burincă                                                                                          | Gyűrű            | 19,300    | 7.        | 9,812    | *        |
| Dan Burincă                                                                                          | Egyéni összetett | 65,800    | 104.      | kiesett  | kiesett  |
| Adrian Ianculescu Nicu Stroia Cristian Leric Nistor Şandro Robert Tăciulet Marius Urzică Dan Burincă | Csapat összetett |           |           | 566,257  | 9.       |

Női
| Versenyző                                                                                      | Versenyszám      | Selejtező | Selejtező | Döntő    | Döntő    |
| Versenyző                                                                                      | Versenyszám      | Pontszám  | Helyezés  | Pontszám | Helyezés |
| ---------------------------------------------------------------------------------------------- | ---------------- | --------- | --------- | -------- | -------- |
| Gina Gogean                                                                                    | Talaj            | 19,562    | 6.        | 9,662    | 7.       |
| Gina Gogean                                                                                    | Ugrás            | 19,637    | 2.        | 9,750    |          |
| Gina Gogean                                                                                    | Felemás korlát   | 19,362    | 22.       | kiesett  | kiesett  |
| Gina Gogean                                                                                    | Gerenda          | 19,262    | 7.        | 9,787    |          |
| Gina Gogean                                                                                    | Egyéni összetett | 77,823    | 5.        | 39,075   |          |
| Simona Amânar                                                                                  | Talaj            | 19,599    | 3.        | 9,850    |          |
| Simona Amânar                                                                                  | Ugrás            | 19,675    | 1.        | 9,825    |          |
| Simona Amânar                                                                                  | Felemás korlát   | 19,675    | 1.        | 9,787    | 5.**     |
| Simona Amânar                                                                                  | Gerenda          | 18,487    | 45.       | kiesett  | kiesett  |
| Simona Amânar                                                                                  | Egyéni összetett | 77,436    | 12.       | 39,067   | *        |
| Lavinia Miloșovici                                                                             | Talaj            | 19,455    | 12.       | kiesett  | kiesett  |
| Lavinia Miloșovici                                                                             | Ugrás            | 19,574    | 3.        | kiesett  | kiesett  |
| Lavinia Miloșovici                                                                             | Felemás korlát   | 19,587    | 7.        | 9,750    | 8.       |
| Lavinia Miloșovici                                                                             | Gerenda          | 19,225    | 8.        | kiesett  | kiesett  |
| Lavinia Miloșovici                                                                             | Egyéni összetett | 77,841    | 4.        | 39,067   | *        |
| Alexandra Marinescu                                                                            | Talaj            | 19,412    | 15.**     | kiesett  | kiesett  |
| Alexandra Marinescu                                                                            | Ugrás            | 19,362    | 15.       | kiesett  | kiesett  |
| Alexandra Marinescu                                                                            | Felemás korlát   | 19,562    | 9.*       | kiesett  | kiesett  |
| Alexandra Marinescu                                                                            | Gerenda          | 19,200    | 9.        | 8,462    | 8.       |
| Alexandra Marinescu                                                                            | Egyéni összetett | 77,536    | 10.       | kiesett  | kiesett  |
| Mirela Tugurlan                                                                                | Talaj            | 19,312    | 24.*      | kiesett  | kiesett  |
| Mirela Tugurlan                                                                                | Ugrás            | 19,237    | 22.*      | kiesett  | kiesett  |
| Mirela Tugurlan                                                                                | Felemás korlát   | 19,349    | 23.       | kiesett  | kiesett  |
| Mirela Tugurlan                                                                                | Gerenda          | 18,937    | 23.*      | kiesett  | kiesett  |
| Mirela Tugurlan                                                                                | Egyéni összetett | 76,835    | 15.       | kiesett  | kiesett  |
| Ionela Loaieş                                                                                  | Talaj            | 19,187    | 31.**     | kiesett  | kiesett  |
| Ionela Loaieş                                                                                  | Ugrás            | 19,099    | 35.       | kiesett  | kiesett  |
| Ionela Loaieş                                                                                  | Felemás korlát   | 19,149    | 36.*      | kiesett  | kiesett  |
| Ionela Loaieş                                                                                  | Gerenda          | 19,062    | 16.*      | kiesett  | kiesett  |
| Ionela Loaieş                                                                                  | Egyéni összetett | 76,497    | 23.       | kiesett  | kiesett  |
| Lavinia Miloșovici Gina Gogean Alexandra Marinescu Simona Amânar Mirela Tugurlan Ionela Loaieş | Csapat összetett |           |           | 193,138  |          |

* - egy másik versenyzővel azonos eredményt ért el

** - két másik versenyzővel azonos eredményt ért el

*** - három másik versenyzővel azonos eredményt ért el

### Ritmikus gimnasztika
| Versenyző       | Versenyszám | Selejtező | Selejtező | Elődöntő | Elődöntő | Döntő   | Döntő    |
| Versenyző       | Versenyszám | Pont      | Hely.     | Pont     | Hely.    | Pont    | Helyezés |
| --------------- | ----------- | --------- | --------- | -------- | -------- | ------- | -------- |
| Alina Stoica    | Egyéni      | 37,781    | 11.*      | 37,248   | 15.      | kiesett | kiesett  |
| Dana Carteleanu | Egyéni      | 36,382    | 32.       | kiesett  | kiesett  | kiesett | kiesett  |

* - egy másik versenyzővel azonos eredményt ért el

## Úszás
Férfi
| Versenyző                                                    | Versenyszám          | Előfutam | Előfutam | Előfutam | Döntő   | Döntő   | Döntő   | Helyezés |
| Versenyző                                                    | Versenyszám          | Idő      | Hely.    | Össz.    | Típus   | Idő     | Hely.   | Helyezés |
| ------------------------------------------------------------ | -------------------- | -------- | -------- | -------- | ------- | ------- | ------- | -------- |
| Alexandru Ioanovici                                          | 50 m gyors           | kizárták | kizárták | kizárták | kiesett | kiesett | kiesett | kiesett  |
| Nicolae Ivan                                                 | 100 m gyors          | 51,14    | 6.       | 30.      | kiesett | kiesett | kiesett | kiesett  |
| Nicolae Butacu                                               | 200 m gyors          | 1:50,83  | 7.       | 17.      | B       | 1:51,46 | 8.      | 16.      |
| Nicolae Butacu                                               | 100 m hát            | 56,73    | 6.       | 21.      | kiesett | kiesett | kiesett | kiesett  |
| Nicolae Butacu                                               | 200 m hát            | 2:08,59  | 7.       | 34.      | kiesett | kiesett | kiesett | kiesett  |
| Răzvan Petcu                                                 | 100 m pillangó       | 55,50    | 6.       | 35.      | kiesett | kiesett | kiesett | kiesett  |
| Horaţiu Bădiţă Alexandru Ioanovici Nicolae Ivan Răzvan Petcu | 4 × 100 m gyorsváltó | 3:21,66  | 4.       | 10.      | kiesett | kiesett | kiesett | kiesett  |

Női
| Versenyző                                                              | Versenyszám            | Előfutam | Előfutam | Előfutam | Döntő   | Döntő   | Döntő   | Helyezés |
| Versenyző                                                              | Versenyszám            | Idő      | Hely.    | Össz.    | Típus   | Idő     | Hely.   | Helyezés |
| ---------------------------------------------------------------------- | ---------------------- | -------- | -------- | -------- | ------- | ------- | ------- | -------- |
| Luminiţa Dobrescu                                                      | 50 m gyors             | 26,47    | 7.       | 27.      | kiesett | kiesett | kiesett | kiesett  |
| Luminiţa Dobrescu                                                      | 100 m gyors            | 56,27    | 3.       | 12.      | B       | 55,98   | 3.      | 11.      |
| Luminiţa Dobrescu                                                      | 200 m gyors            | 2:00,85  | 5.       | 7.       | A       | 2:01,63 | 8.      | 8.       |
| Lorena Diaconescu                                                      | 200 m gyors            | 2:04,59  | 7.       | 25.      | kiesett | kiesett | kiesett | kiesett  |
| Carla-Creola Negrea                                                    | 400 m gyors            | 4:16,89  | 5.       | 14.      | B       | 4:17,08 | 8.      | 16.      |
| Carla-Creola Negrea                                                    | 800 m gyors            | 8:54,19  | 7.       | 20.      | kiesett | kiesett | kiesett | kiesett  |
| Lorena Diaconescu Luminiţa Dobrescu Carmen Herea Andreea Trufaşu       | 4 × 100 m gyorsváltó   | 3:48,43  | 4.       | 11.      | kiesett | kiesett | kiesett | kiesett  |
| Luminiţa Dobrescu Loredana Zisu Lorena Diaconescu Carla-Creola Negrea  | 4 × 200 m gyorsváltó   | 8:10,77  | 3.       | 5.       | A       | 8:10,02 | 7.      | 7.       |
| Carmen Herea                                                           | 100 m hát              | 1:06,12  | 6.*      | 28.*     | kiesett | kiesett | kiesett | kiesett  |
| Cătălina Casaru                                                        | 200 m hát              | 2:15,92  | 4.       | 15.      | B       | 2:15,15 | 6.      | 14.      |
| Larisa Lăcustă                                                         | 100 m mell             | 1:13,91  | 7.       | 35.      | kiesett | kiesett | kiesett | kiesett  |
| Larisa Lăcustă                                                         | 200 m mell             | 2:38,08  | 8.       | 33.      | kiesett | kiesett | kiesett | kiesett  |
| Loredana Zisu                                                          | 100 m pillangó         | 1:02,66  | 7.       | 23.      | kiesett | kiesett | kiesett | kiesett  |
| Loredana Zisu                                                          | 200 m pillangó         | 2:17,56  | 7.       | 21.      | kiesett | kiesett | kiesett | kiesett  |
| Beatrice Coadă-Căşlaru                                                 | 200 m vegyes           | 2:16,80  | 1.       | 11.      | B       | 2:16,75 | 4.      | 12.      |
| Beatrice Coadă-Căşlaru                                                 | 400 m vegyes           | 4:44,66  | 4.       | 5.       | A       | 4:44,91 | 6.      | 6.       |
| Cătălina Casaru Beatrice Coadă-Căşlaru Luminiţa Dobrescu Loredana Zisu | 4 × 100 m vegyes váltó | 4:16,18  | 6.       | 17.      | kiesett | kiesett | kiesett | kiesett  |

* - egy másik versenyzővel azonos eredményt ért el

## Vitorlázás
Férfi
| Versenyző       | Versenyszám | Futam | Futam | Futam | Futam | Futam | Futam | Futam | Futam | Futam | Futam | Pontszám | Helyezés |
| Versenyző       | Versenyszám | 1     | 2     | 3     | 4     | 5     | 6     | 7     | 8     | 9     | 10    | Pontszám | Helyezés |
| --------------- | ----------- | ----- | ----- | ----- | ----- | ----- | ----- | ----- | ----- | ----- | ----- | -------- | -------- |
| Dumitru Frăţilă | Finn dingi  | 20    | 26    | (27)  | 25    | 24    | 24    | 27    | 26    | 27    | (28)  | 199,0    | 28.      |

Nyílt
| Versenyző   | Versenyszám | Futam | Futam | Futam | Futam | Futam | Futam | Futam | Futam | Futam | Futam | Futam | Pontszám | Helyezés |
| Versenyző   | Versenyszám | 1     | 2     | 3     | 4     | 5     | 6     | 7     | 8     | 9     | 10    | 11    | Pontszám | Helyezés |
| ----------- | ----------- | ----- | ----- | ----- | ----- | ----- | ----- | ----- | ----- | ----- | ----- | ----- | -------- | -------- |
| Horia Ispaş | Laser       | 43    | 43    | 49    | (57*) | 47    | (57*) | 24    | 57**  | 45    | 48    | 38    | 394,0    | 48.      |

* - nem ért célba

** - kizárták

## Vívás
Férfi
| Versenyző                                        | Versenyszám       | Selejtező                         | 32-es főtábla                           | Nyolcaddöntő                                                                         | Negyeddöntő                                                                   | Elődöntő                                                                                               | Bronz- mérkőzés                                                                               | Döntő             | Helyezés |
| Versenyző                                        | Versenyszám       | Ellenfél Eredmény                 | Ellenfél Eredmény                       | Ellenfél Eredmény                                                                    | Ellenfél Eredmény                                                             | Ellenfél Eredmény                                                                                      | Ellenfél Eredmény                                                                             | Ellenfél Eredmény | Helyezés |
| ------------------------------------------------ | ----------------- | --------------------------------- | --------------------------------------- | ------------------------------------------------------------------------------------ | ----------------------------------------------------------------------------- | --- | --------------------------------------------------------------------------------------------- | ----------------- | -------- |
| Gheorghe Epurescu                                | Párbajtőr, egyéni | Oscar Fernández (ESP) · 15–10     | Jean-Michel Henry (FRA) · 9–15          | kiesett                                                                              | kiesett                                                                       | kiesett                                                                                                | kiesett                                                                                       | kiesett           | 32.      |
| Gabriel Pantelimon                               | Párbajtőr, egyéni | Marius Strzalka (GER) · 12–15     | kiesett                                 | kiesett                                                                              | kiesett                                                                       | kiesett                                                                                                | kiesett                                                                                       | kiesett           | 43.      |
| Aurel Bratu                                      | Párbajtőr, egyéni | Iván Trevejo (CUB) · 10–15        | kiesett                                 | kiesett                                                                              | kiesett                                                                       | kiesett                                                                                                | kiesett                                                                                       | kiesett           | 45.      |
| Vilmoş Szabo                                     | Kard, egyéni      | erőnyerő                          | Szabó Bence (HUN) · 15–8                | Szergej Sarikov (RUS) · 8–15                                                         | kiesett                                                                       | kiesett                                                                                                | kiesett                                                                                       | kiesett           | 16.      |
| Florin Lupeică                                   | Kard, egyéni      | erőnyerő                          | Rafał Sznajder (POL) · 11–15            | kiesett                                                                              | kiesett                                                                       | kiesett                                                                                                | kiesett                                                                                       | kiesett           | 20.      |
| Mihai Covaliu                                    | Kard, egyéni      | Raouf Salim Bernaoui (ALG) · 15–7 | Luigi Tarantino (ITA) · mérkőzés nélkül | kiesett                                                                              | kiesett                                                                       | kiesett                                                                                                | kiesett                                                                                       | kiesett           | 25.      |
| Aurel Bratu Gheorghe Epurescu Gabriel Pantelimon | Párbajtőr, csapat |                                   |                                         | Oroszország (RUS) · Alekszandr Beketov · Pavel Kolobkov · Valerij Zaharevics · 35–45 | Kanada (CAN) · Jean-Marc Chouinard · Danek Nowosielski · James Ransom · 26–45 | kiesett                                                                                                | kiesett                                                                                       |                   | 11.      |
| Florin Lupeică Mihai Covaliu Vilmoş Szabo        | Kard, csapat      |                                   |                                         | Egyesült Államok (USA) · Peter Cox, Jr. · Peter Westbrook · Tom Strzalkowski · 45–40 | Magyarország (HUN) · Szabó Bence · Köves Csaba · Navarrete József · 40–45     | Az 5–8. helyért · Franciaország (FRA) · Damien Touya · Franck Ducheix · Jean-Philippe Daurelle · 39–45 | A 7. helyért · Németország (GER) · Felix Becker · Frank Bleckmann · Steffen Wiesinger · 45–42 |                   | 7.       |

Női
| Versenyző                                                   | Versenyszám | Selejtező         | 32-es főtábla                  | Nyolcaddöntő                    | Negyeddöntő                                                                          | Elődöntő                                                                            | Bronz- mérkőzés   | Döntő                                                                                            | Helyezés |
| Versenyző                                                   | Versenyszám | Ellenfél Eredmény | Ellenfél Eredmény              | Ellenfél Eredmény               | Ellenfél Eredmény                                                                    | Ellenfél Eredmény                                                                   | Ellenfél Eredmény | Ellenfél Eredmény                                                                                | Helyezés |
| ----------------------------------------------------------- | ----------- | ----------------- | ------------------------------ | ------------------------------- | ------------------------------------------------------------------------------------ | ----------------------------------------------------------------------------------- | ----------------- | ------------------------------------------------------------------------------------------------ | -------- |
| Laura Cârlescu-Badea                                        | Tőr, egyéni | erőnyerő          | Lilach Parisky (ISR) · 15–5    | Adeline Wuillème (FRA) · 15–6   | Mohamed Aida (HUN) · 15–8                                                            | Giovanna Trillini (ITA) · 15–14                                                     |                   | Valentina Vezzali (ITA) · 15–10                                                                  |          |
| Roxana Scarlat                                              | Tőr, egyéni | erőnyerő          | Szvetlana Bojko (RUS) · 15–10  | Giovanna Trillini (ITA) · 11–15 | kiesett                                                                              | kiesett                                                                             | kiesett           | kiesett                                                                                          | 15.      |
| Reka Zsofia Lazăr-Szabo                                     | Tőr, egyéni | erőnyerő          | Adeline Wuillème (FRA) · 12–15 | kiesett                         | kiesett                                                                              | kiesett                                                                             | kiesett           | kiesett                                                                                          | 19.      |
| Laura Cârlescu-Badea Reka Zsofia Lazăr-Szabo Roxana Scarlat | Tőr, csapat |                   |                                | erőnyerő                        | Oroszország (RUS) · Olga Sarkova-Szidorova · Olga Velicsko · Szvetlana Bojko · 45–41 | Németország (GER) · Anja Fichtel-Mauritz · Monika Weber-Koszto · Sabine Bau · 45–33 |                   | Olaszország (ITA) · Francesca Bortolozzi-Borella · Giovanna Trillini · Valentina Vezzali · 33–45 |          |

## Vízilabda
| Román férfi vízilabdacsapat-játékoskeret                                                                   | Román férfi vízilabdacsapat-játékoskeret                                                 |
| --- | ---------------------------------------------------------------------------------------- |
| - Edward Andrei - Florin Bonca - Robert Dinu - Nicolae Fulgeanu - Vlad Hagiu - Gelu Lisac - Moldvai István | - Daniel Radu - Bogdan Rath - Radu Sabău - Ştefan Sanda - Dinel Stamate - Liviu Totolici |

### Eredmények
Csoportkör
B csoport
| Csapat                 | M | Gy | D | V | G+ | G– | Gk  | P  |
| ---------------------- | - | -- | - | - | -- | -- | --- | -- |
| Olaszország (ITA)      | 5 | 5  | 0 | 0 | 48 | 38 | +10 | 10 |
| Egyesült Államok (USA) | 5 | 4  | 0 | 1 | 45 | 37 | +8  | 8  |
| Horvátország (CRO)     | 5 | 3  | 0 | 2 | 51 | 39 | +12 | 6  |
| Görögország (GRE)      | 5 | 2  | 0 | 3 | 37 | 38 | –1  | 4  |
| Románia (ROU)          | 5 | 0  | 1 | 4 | 31 | 45 | –14 | 1  |
| Ukrajna (UKR)          | 5 | 0  | 1 | 4 | 33 | 48 | –15 | 1  |

| 1996. július 20. 18:20 | Ukrajna (UKR)        | 6–6 | Románia (ROU) | Játékvezetők: Eugenio Martinez (CUB), Kosztolánczy György (HUN) |
| 1996. július 20. 18:20 | (0–1, 2–1, 0–2, 4–2) |     |               | Játékvezetők: Eugenio Martinez (CUB), Kosztolánczy György (HUN) |
| 1996. július 20. 18:20 | Kovalenko 4          |     | hat játékos 1 | Játékvezetők: Eugenio Martinez (CUB), Kosztolánczy György (HUN) |

| 1996. július 21. 15:00 | Románia (ROU)        | 6–11 | Horvátország (CRO) | Játékvezetők: Robert Tellegen (NED), Andrei Afanasiev (RUS) |
| 1996. július 21. 15:00 | (2–5, 2–1, 0–2, 2–3) |      |                    | Játékvezetők: Robert Tellegen (NED), Andrei Afanasiev (RUS) |
| 1996. július 21. 15:00 | Hagiu 3              |      | Bukić 3            | Játékvezetők: Robert Tellegen (NED), Andrei Afanasiev (RUS) |

| 1996. július 22. 15:00 | Görögország (GRE)        | 8–5 | Románia (ROU)    | Játékvezetők: Jean Demey (FRA), Kosztolánczy György (HUN) |
| 1996. július 22. 15:00 | (3–1, 2–1, 2–2, 1–1)     |     |                  | Játékvezetők: Jean Demey (FRA), Kosztolánczy György (HUN) |
| 1996. július 22. 15:00 | Lúdisz, Papanasztaszíu 2 |     | Totolici, Rath 2 | Játékvezetők: Jean Demey (FRA), Kosztolánczy György (HUN) |

| 1996. július 23. 22:00 | Egyesült Államok (USA) | 10–5 | Románia (ROU) | Játékvezetők: Miroslav Radenovic (YUG), Salah Hamici (ALG) |
| 1996. július 23. 22:00 | (2–0, 4–1, 3–1, 1–3)   |      |               | Játékvezetők: Miroslav Radenovic (YUG), Salah Hamici (ALG) |
| 1996. július 23. 22:00 | Evans 3                |      | Hagiu 2       | Játékvezetők: Miroslav Radenovic (YUG), Salah Hamici (ALG) |

| 1996. július 24. 18:20 | Olaszország (ITA)    | 10–9 | Románia (ROU)     | Játékvezetők: Joaquin Fernandez (ESP), Kazuhito Wakabayashi (JPN) |
| 1996. július 24. 18:20 | (2–2, 3–3, 3–1, 2–3) |      |                   | Játékvezetők: Joaquin Fernandez (ESP), Kazuhito Wakabayashi (JPN) |
| 1996. július 24. 18:20 | négy játékos 2       |      | Totolici, Hagiu 3 | Játékvezetők: Joaquin Fernandez (ESP), Kazuhito Wakabayashi (JPN) |

A 9–12. helyért
| Csapat            | M | Gy | D | V | G+ | G– | Gk  | P |
| ----------------- | - | -- | - | - | -- | -- | --- | - |
| Németország (GER) | 3 | 3  | 0 | 0 | 29 | 16 | +13 | 6 |
| Hollandia (NED)   | 3 | 1  | 1 | 1 | 25 | 26 | –1  | 3 |
| Románia (ROU)     | 3 | 1  | 0 | 2 | 25 | 28 | –3  | 2 |
| Ukrajna (UKR)     | 3 | 0  | 1 | 2 | 21 | 30 | –9  | 1 |

| 1996. július 26. 12:40 | Hollandia (NED)      | 10–8 | Románia (ROU) | Játékvezetők: Andrei Afanasiev (RUS), Dimitrios Iliadis (GRE) |
| 1996. július 26. 12:40 | (3–2, 2–1, 4–1, 1–4) |      |               | Játékvezetők: Andrei Afanasiev (RUS), Dimitrios Iliadis (GRE) |
| 1996. július 26. 12:40 | van der Meer, Uri 2  |      | Totolici 4    | Játékvezetők: Andrei Afanasiev (RUS), Dimitrios Iliadis (GRE) |

| 1996. július 27. 12:40 | Románia (ROU)        | 11–8 | Ukrajna (UKR)                 | Játékvezetők: Kosztolánczy György (HUN), Salvatore Merola (ITA) |
| 1996. július 27. 12:40 | (2–0, 4–3, 3–2, 2–3) |      |                               | Játékvezetők: Kosztolánczy György (HUN), Salvatore Merola (ITA) |
| 1996. július 27. 12:40 | Hagiu 4              |      | Szolodun, Rozsdesztvenszkij 2 | Játékvezetők: Kosztolánczy György (HUN), Salvatore Merola (ITA) |

| 1996. július 28. 09:30 | Németország (GER)    | 10–6 | Románia (ROU)     | Játékvezetők: Andrei Afanasiev (RUS), Salah Hamici (ALG) |
| 1996. július 28. 09:30 | (2–2, 2–0, 3–2, 3–2) |      |                   | Játékvezetők: Andrei Afanasiev (RUS), Salah Hamici (ALG) |
| 1996. július 28. 09:30 | három játékos 2      |      | Totolici, Hagiu 2 | Játékvezetők: Andrei Afanasiev (RUS), Salah Hamici (ALG) |

| Csapat        | Helyezés |
| ------------- | -------- |
| Románia (ROU) | 11.      |